# 1883 في الولايات المتحدة
فيما يلي قوائم الأحداث التي وقعت خلال عام 1883 في الولايات المتحدة.

## سياسة

### تعيين في المنصب
- 1 يناير – جروفر كليفلاند حاكم نيويورك [الإنجليزية]‏.
- 10 يناير – جورج ستونمان حاكم كاليفورنيا.
- 5 فبراير – جون مارشال هاميلتون حاكم إلينوي [الإنجليزية]‏.
- 4 مارس – جيمس ف. ويلسون عضو مجلس الشيوخ الأمريكي.
- 4 مارس – وليام لاين ويلسون عضو مجلس النواب الأمريكي.
- 9 أبريل – والتر كي جريشام مدير مكتب البريد العام في الولايات المتحدة [الإنجليزية]‏.

### انتهاء فترة المنصب
- 4 يناير – جون ديفيس طويل حاكم ماساتشوستس [الإنجليزية]‏.
- 16 يناير – أوران ميلو روبرتس حاكم ولاية تكساس.
- 4 مارس – ألكسندر ستيفينز حاكم جورجيا [الإنجليزية]‏.

## ظهور
- 1 يناير – جريدة منزل السيدات

## كتب
من الكتب التي صدرت هذه السنة في الولايات المتحدة:
- 1 يناير – الحياة على المسيسيبي من تأليف مارك توين.
- 1 يناير – المعيلون من تأليف جون هاي.

## مواليد

### يناير
- 1 يناير – برادلي باركر
- 1 يناير – جاك بلاكبيرن ملاكم من الولايات المتحدة الأمريكية.
- 1 يناير – هاري إنساين مصوّر سينمائي من الولايات المتحدة الأمريكية.
- 1 يناير – وليام دونوفان سياسي أمريكي.
- 4 يناير – ماكس إيستمان
- 8 يناير – باتريك جيه هيرلي سياسي أمريكي.
- 10 يناير – أوسكار جورك
- 10 يناير – فرانسيس إكس بوشمان
- 21 يناير – جيمس هندرسون داف سياسي أمريكي.
- 25 يناير – هومر بون سياسي أمريكي.
- 30 يناير – إدي كولينز ممثل من الولايات المتحدة الأمريكية.

### فبراير
- 2 فبراير – جانستون ماكولي كاتب أمريكي.
- 2 فبراير – ماري فاغنر لاعبة كرة مضرب من الولايات المتحدة.
- 4 فبراير – ستيفن لاتشفورد دبلوماسي من الولايات المتحدة الأمريكية.
- 10 فبراير – إديث كلارك مهندسة أمريكية.
- 22 فبراير – آبي أتيل ملاكم من الولايات المتحدة الأمريكية.

### مارس
- 4 مارس – مود فيلي ممثلة أمريكية.
- 13 مارس – سوزان آدم مكيلفي عالمة نبات أمريكية.
- 19 مارس – إيفارتس أمبروز غراهام
- 19 مارس – جوزف ستيلويل
- 27 مارس – هنري ميلر بوميروي سياسي أمريكي.
- 29 مارس – دونالد فان سلايك كيميائي أمريكي.

### أبريل
- 1 أبريل – لون تشاني
- 14 أبريل – جورج بي فرينش ممثل من الولايات المتحدة الأمريكية.
- 24 أبريل – مارغريت كامبل

### مايو
- 20 مايو – ستانلي فيلدز ممثل أمريكي.
- 23 مايو – دوغلاس فيربانكس ممثل أمريكي.
- 25 مايو – ليزلي جيه ماكنير ضابط من الولايات المتحدة الأمريكية.
- 29 مايو – فرانك بنفورد فيزيائي أمريكي.

### يونيو
- 17 يونيو – سي هنري غوردون
- 18 يونيو – ماري الدن
- 20 يونيو – ليا بيرد

### يوليو
- 4 يوليو – روب جولدبيرج
- 10 يوليو – سام وود
- 14 يوليو – آرثر جيمس سياسي أمريكي.
- 15 يوليو – جوزيف كريهان ممثل من الولايات المتحدة الأمريكية.

### أغسطس
- 14 أغسطس – دانيال فروست كومستوك
- 22 أغسطس – فريمان تيلدن

### سبتمبر
- 1 سبتمبر – دانييل كيلي منافِس أوليمبي من الولايات المتحدة الأمريكية.
- 5 سبتمبر – ميل شيبارد رياضي أمريكي.
- 16 سبتمبر – نيلي إدواردز
- 17 سبتمبر – ويليام كارلوس ويليامز شاعر أمريكي.
- 19 سبتمبر – غلين كافندر ممثل من الولايات المتحدة الأمريكية.

### أكتوبر
- 3 أكتوبر – إيرل دوير ممثل من الولايات المتحدة الأمريكية.
- 12 أكتوبر – إلمر إيمس فيزيائي أمريكي.
- 26 أكتوبر – نابليون هيل مؤلف أمريكي.

### نوفمبر
- 3 نوفمبر – فورد ستيرلينج
- 8 نوفمبر – تشارلز ديموت رسام أمريكي.
- 11 نوفمبر – فرجينيا كيرتلي ممثلة من الولايات المتحدة الأمريكية.
- 18 نوفمبر – جاك ريتشاردسون ممثل من الولايات المتحدة الأمريكية.

### ديسمبر
- 1 ديسمبر – هنري كادبوري مؤرخ من الولايات المتحدة الأمريكية.
- 9 ديسمبر – جون بول جونيور سياسي أمريكي.
- 11 ديسمبر – فرانك سولواي لاعب كرة مضرب أمريكي.
- 22 ديسمبر – ماركوس هيرلي
- 23 ديسمبر – ديكسي كيد ملاكم من الولايات المتحدة الأمريكية.
- 27 ديسمبر – إدي بولاند ممثل من الولايات المتحدة الأمريكية.
- 28 ديسمبر – لويد فردندال ضابط من الولايات المتحدة الأمريكية.

## وفيات

### يناير
- 10 يناير – لوت م موريل (مواليد 1813) سياسي أمريكي.

### فبراير
- 10 فبراير – مارشال جويل (مواليد 1825) سياسي أمريكي.

### مارس
- 4 مارس – ألكسندر ستيفينز (مواليد 1812) سياسي أمريكي.

### يونيو
- 23 يونيو – سارة باغلي (مواليد 1806) نقابية من الولايات المتحدة الأمريكية.

### يوليو
- 15 يوليو – تشارلس شيروود ستراتون (مواليد 1838)

### أغسطس
- 19 أغسطس – جيرمي سوليفان بلاك (مواليد 1810)

### سبتمبر
- 16 سبتمبر – جونيوس بروتوس بوث، الابن (مواليد 1821)

### أكتوبر
- 10 أكتوبر – تشارلز هنري كرين (مواليد 1825)
- 18 أكتوبر – جيمس ستيدمان (مواليد 1817) سياسي أمريكي.

### نوفمبر
- 13 نوفمبر – جيمس ماريون سيمز (مواليد 1813)
- 22 نوفمبر – جون مكيون (مواليد 1808) سياسي أمريكي.
- 26 نوفمبر – سوجورنر تروث (مواليد 1797)

### ديسمبر
- 23 ديسمبر – كلارا هاريس (مواليد 1834)
- 26 ديسمبر – توماس ل كين (مواليد 1822) ضابط من الولايات المتحدة الأمريكية.